# Corredor Paes de Barros
O Corredor Paes de Barros é o primeiro corredor de ônibus/trólebus da cidade de São Paulo. Construído na Avenida Paes de Barros em 1980, possui 3,9 km de extensão e 6 paradas (além de atender ao Terminal Vila Prudente) e  atende a uma média de  79 mil passageiros por dia.

## História
Durante a gestão de Olavo Setúbal na prefeitura paulistana foi desenvolvido o Projeto SISTRAN, composto por 280 km de corredores de trólebus que atenderiam toda a cidade de São Paulo e partes de Osasco, Guarulhos e do ABC. O primeiro trecho dessa rede a ser implantado foi o corredor na Avenida Paes de Barros. Iniciadas no final dos anos 1970, as obras do corredor Paes de Barros (parte da rede projetada de 280 km) foram inauguradas em 31 de março de 1980 pelo prefeito Reinaldo de Barros, operando deforma comercial apenas no dia 7 de abril. No início de sua operação, moradores da região protestaram contra as obras e a substituição dos veículos diesel pelos trólebus, que alegaram ser em menor número. Com o passar do tempo ,as reclamações cessaram, tendo o corredor se consolidado na avenida, sem causar desvalorização imobiliária, ao contrário do Corredor Santo Amaro. 

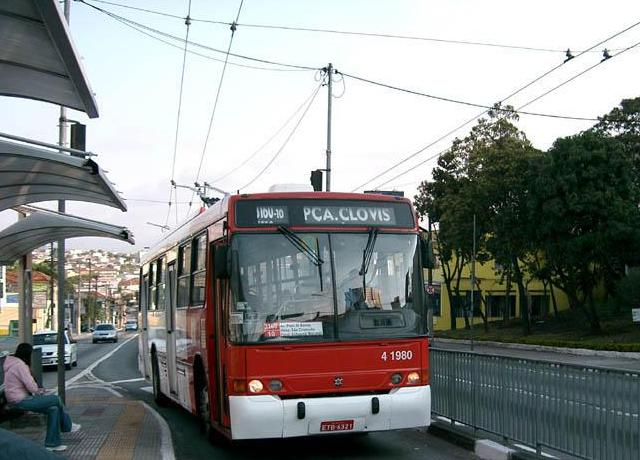
Trólebus em  uma das paradas
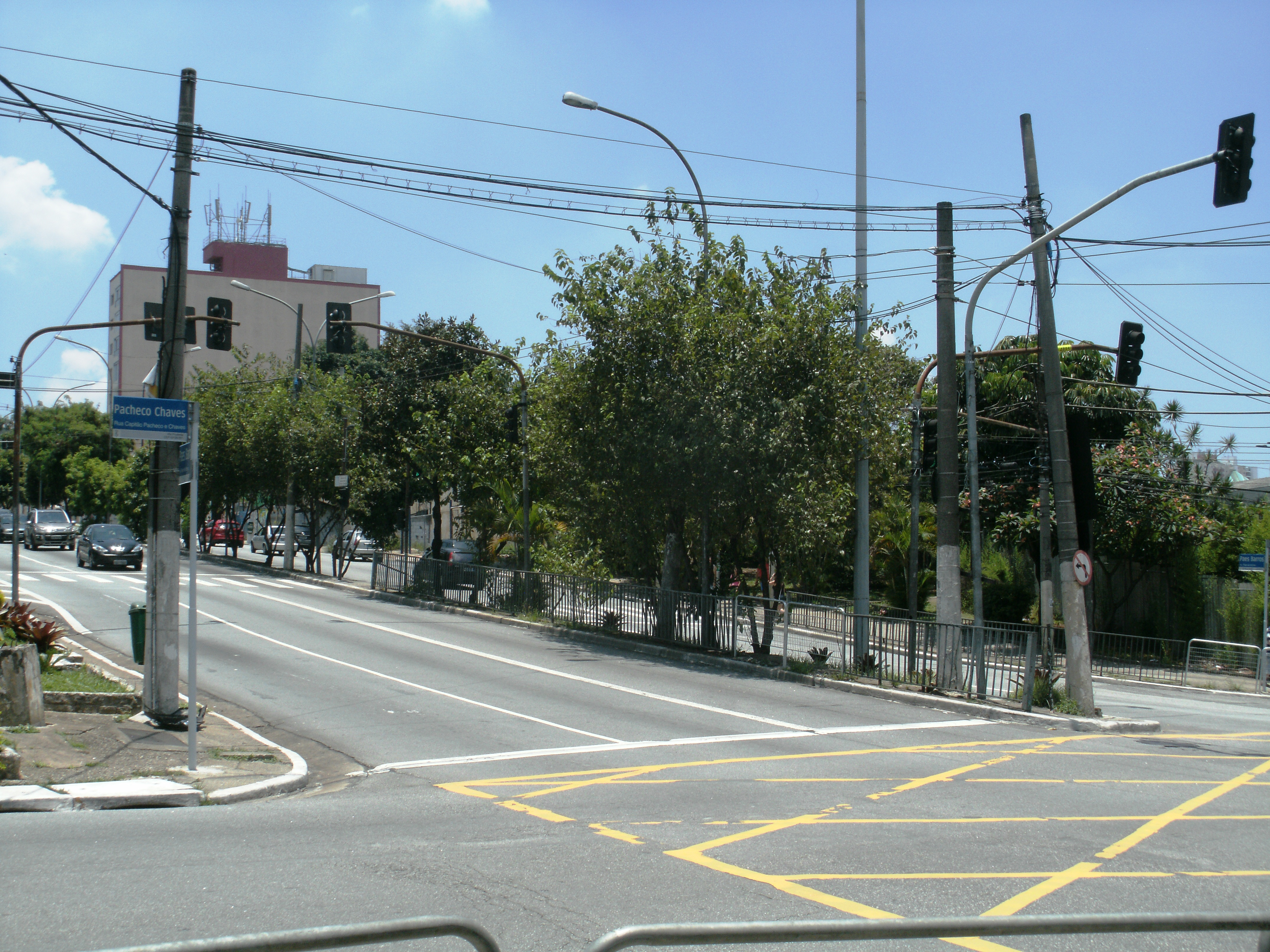
Trecho arborizado do corredor na altura da Rua Capitão Pacheco e Chaves
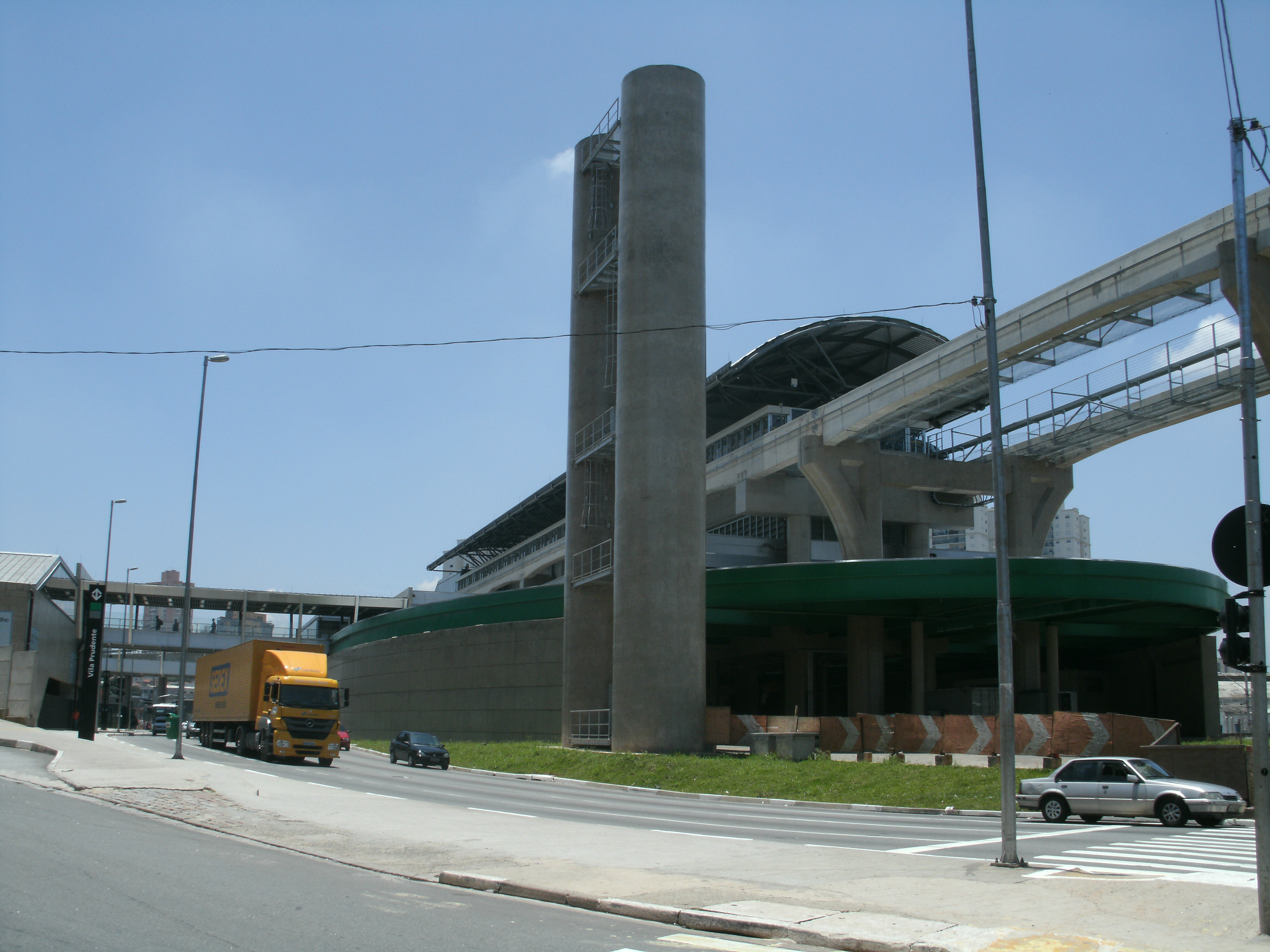
Terminal Vila Prudente, um dos destinos do corredor